# Berenice de Síria
Berenice (en grec antic: Βερενίκη) fou una reina de Síria.
Era filla de Ptolemeu II Filadelf d'Egipte, i es va casar amb el rei selèucida Antíoc II Teos (261 aC-246 aC) conforme al tractat del 249 aC pel qual el rei selèucida s'havia de divorciar de Laòdice, i els fills de Berenice serien els hereus.
Mort Ptolemeu II, Antíoc va repudiar Berenice i va tornar amb Laodice, que desconfiada el va enverinar i va organitzar una revolta a favor del seu fill. Berenice es va refugiar al temple de Dafne a Antioquia amb el seu fill, però els soldats rebels la van matar. Quan el seu germà Ptolemeu III Evèrgetes I va arribar, només la va poder venjar.